# Diego Rossi
Diego Martín Rossi Marachlián (Montevideo, Uruguay, 5 de marzo de 1998) es un futbolista uruguayo de ascendencia italiana. Juega de extremo y su equipo actual es el Columbus Crew de la Major League Soccer.

## Trayectoria

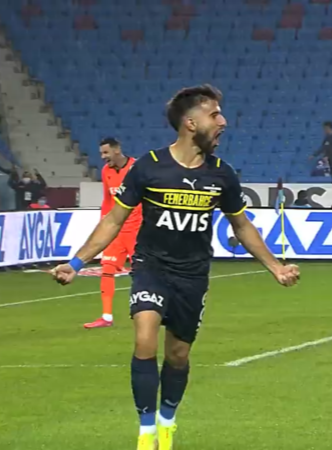
En 2021 llegó al Fenerbahçe S. K., donde jugó hasta 2023

Comenzó a jugar al baby fútbol a los 5 años, en la ciudad de Solymar, estuvo en la escuelita El Queso, pero a sus 6 años pasó al Centro Deportivo Uruguay Solymar, con el que compitió en la Liga Interbalnearia de Baby Fútbol. Demostró su capacidad en el club y llamó la atención del Club Atlético Peñarol con 12 años. Néstor Gonçalves lo descubrió y fue invitado a jugar un campeonato amistoso en Alegrete con los aurinegros, mostró buen nivel, por lo que al año siguiente dejó el club de su ciudad y pasó a jugar en AUFI con Peñarol, en Pre-Séptima.
Diego, fue un reconocido goleador en las divisiones inferiores de Peñarol, en 7.ª división fue el máximo artillero del año y de la historia de las categorías inferiores 2012 con 42 goles en 27 partidos jugados con la sub-14 del club.
A pesar de haber jugado pocos partidos con Peñarol, por el tiempo que le dedicó a la selección, se consagró como máximo artillero de 6.ª división del 2013 con 25 goles en 17 partidos, además de ganar el Torneo Apertura y el Campeonato Uruguayo sub-15, obteniendo con su club la Copa “Fabián Lomineto”.
En el 2014, fue el goleador del Torneo Apertura sub-16, al anotar 17 goles en la primera mitad del año. Luego salieron campeones del Torneo Clausura, lo que forzó unas finales contra River y al derrotarlos en dos partidos lograron el Campeonato Uruguayo sub-16 del 2014, Diego nuevamente fue el máximo artillero del torneo con .
El 7 de abril de 2015, fue invitado a entrenar con el plantel absoluto de Peñarol por primera vez, junto a sus compañeros de la selección sub-17 Santiago Bueno y Federico Valverde.
Fue ascendido por Bengoechea al primer equipo para la temporada 2015-16 en agosto. Diego alternó las prácticas con la selección sub-18 de Uruguay y la mayor de Peñarol, pero jugó con la sub-17 del club y en Tercera o Cuarta División.
Finalizó el 2015 con el título de campeón del Torneo Apertura sub-17, y luego de vencer a Danubio en una final en la que anotó un gol, Campeón Uruguayo. Por cuarto año consecutivo fue goleador del campeonato, con 22 tantos más 1 en la final, a pesar de que disputó 10 partidos en Cuarta y Tercera División.
El 5 de enero de 2016 comenzó la pretemporada con el plantel absoluto carbonero. Debutó con los mayores el 16 de enero, en la final de la Copa Bandes, ingresó al minuto 74 por Gabriel Leyes y derrotaron 1 a 0 a Cerro Porteño en el Estadio Centenario. Jugó su primer partido con 17 años y 317 días, utilizó la camiseta número 9.
Luego de perder con Nacional un clásico de verano, Bengoechea fue cesado como técnico y asumió Jorge da Silva. El nuevo entrenador no consideró a Diego para el primer equipo en principio, por lo que jugó en Tercera División.
Luego de una serie de resultados adversos, el técnico Da Silva convocó a Diego por primera vez para un partido oficial, para estar a la orden contra Sporting Cristal en la Libertadores.
Debutó oficialmente con Peñarol el 19 de abril, en el último partido de la fase de grupos de la Copa Libertadores 2016, fue titular contra Sporting Cristal y ganaron 4-3 en el Estadio Campeón del Siglo. Rossi jugó su primer partido con 18 años y 45 días, utilizó la camiseta número 17. A pesar del triunfo, no clasificaron a octavos de final y fueron eliminados.
El 24 de abril, jugó por primera vez en el plano local, en la fecha 9 del Torneo Clausura, ingresó en el segundo tiempo por Diego Forlán para enfrentar a Rentistas y anotó su primer gol oficial, con su tanto emparon 1-1 y finalmente ganaron 3-1. Con 18 años y 50 días, Diego debutó con gol en el campeonato uruguayo, utilizó la camiseta número 22.
El 15 de mayo, jugó su primer clásico en la máxima categoría, ingresó al minuto 52 para enfrentar a Nacional en el Estadio Centenario, el partido finalizó 2 a 2.
Ganó el Campeonato Uruguayo 2015-16, en la final frente a Plaza Colonia convirtió el primer gol del equipo, lo que significó el empate 1-1, fueron a una prórroga y que finalmente ganaron 3-1.
También fue campeón del Clausura 2017 en el cual tuvo una gran actuación, fue el máximo asistente de dicho torneo. El 10 de diciembre obtuvo el Campeonato Uruguayo 2017, competición en donde anotó 10 goles.
El 14 de diciembre de 2017 se hizo oficial su fichaje por Los Angeles Football Club, club que jugó su primera temporada en la Major League Soccer en 2018. Rossi fue la novena incorporación del recién creado club. Finalizó la temporada como el goleador del equipo, con 12 tantos en 32 apariciones por la MLS. En la temporada 2019 anotó 16 goles en 34 partidos, siendo el segundo máximo artillero del equipo aurinegro.
El 18 de julio de 2020 anotó cuatro goles en el clásico ante Los Ángeles Galaxy.

## Selección nacional
Rossi ha sido parte de la selección de Uruguay en las categorías juveniles sub-15, sub-17, sub-18, sub-20 y sub-23.
Debutó en la selección de Uruguay el 6 de enero de 2013, se enfrentaron a Colón y empataron 0-0 en un amistoso con la selección sub-15. Estuvo durante todo el proceso de la sub-15.
Participó de la Copa México de Naciones Sub-15 de 2013 con Uruguay, lograron el subcampeonato y fue reconocido como el mejor jugador de la Copa.
También fue convocado para jugar en el Sudamericano Sub-15 del 2013, certamen en el que a pesar de anotar 3 goles, su selección quedó eliminada en primera ronda.
En 2014 comenzó el proceso de la selección sub-17 a cargo de Santiago Ostolaza.
Viajó a Francia para jugar el Torneo Limoges, contra las selecciones Sub-18 de Ucrania, Francia y Canadá en carácter amistoso. Jugó los 3 partidos del cuadrangular y convirtió un gol. A pesar de que Uruguay disputó el torneo con la sub-17, salió campeón con 5 puntos.
Fue incluido en la lista definitiva para jugar el Sudamericano Sub-17 en Paraguay. Debutó en el certamen continental el 6 de marzo de 2015, en el primer partido de la fase de grupos ante Bolivia, tuvo varias oportunidades de anotar un gol pero no pudo, ganaron 4-1. El segundo partido fue contra el clásico rival, Argentina, el marcador se abrió al minuto 5 con un remate desde afuera del área de Federico Valverde, luego en el minuto 63 Tomás Conechny anotó el 1-1 para la albiceleste, pero sobre el final le hicieron un penal a Nicolás Schiappacasse, nuevamente su compañero Valverde lo transformó en gol al minuto 76 y ganaron 2-1. Luego de tener libre en la fecha 3, Uruguay se enfrentó a Chile, Diego jugó como titular y anotó sus 2 primeros goles en la competición, ganaron 4 -1. El último partido de la fase de grupos fue contra Ecuador, la Celeste ya clasificada lo disputó con suplentes, Rossi ingresó al minuto 60 y ganaron 1-0 con gol del capitán Marcelo Saracchi. Finalmente quedaron en quinto lugar y no clasificaron al Mundial Sub-17, tiempo después se supo que Ecuador jugó varios de sus encuentros con jugadores mayores de 17 años.
El 16 de abril, volvió a ser citado, esta vez por Alejandro Garay para defender a Uruguay sub-18 en el Torneo Internacional Suwon JS en Corea del Sur.
Debutó con la sub-18 el 29 de abril de 2015, utilizó el dorsal número 9, se enfrentó como titular a Corea del Sur y perdieron 1 a 0. El siguiente encuentro fue contra Francia, Diego ingresó al minuto 62 y esta vez ganaron 2 a 0 con goles de Valverde. El último partido del cuadrangular fue contra Bélgica, jugó los segundos 45 minutos pero perdieron 2 a 0. Los belgas finalizaron con 5 puntos y ganaron el torneo.
El 17 de junio fue convocado para viajar a Estados Unidos y defender nuevamente a Uruguay sub-18, en un torneo cuadrangular amistoso en Los Ángeles. El primer partido fue contra el anfitrión, Estados Unidos, Uruguay dominó todo el encuentro y ganaron 2-1. En el segundo cotejo, se enfrentaron a Tijuana sub-20, un equipo armado y con ventaja de edad, a pesar de eso empataron 1-1. El juego final, contra República Checa, fue un partido parejo en el que derrotaron 1-0 a los europeos y se coronaron campeones del cuadrangular. Diego fue titular en el primer y tercer partido, utilizó el dorsal número 7.
Fue convocado por Fabián Coito el 1° de octubre, para comenzar el proceso de la selección que disputaría el Campeonato Sudamericano Sub-20 de 2017 en Ecuador.
El 12 de octubre jugó un partido amistoso contra Rusia sub-17 en el Franizni, utilizó la camiseta número 19 e ingresó al minuto 60 con el partido 0-1 en contra, su compatriota Gonzalo Pereira empató el encuentro y Rossi sentenció el 2-1 con un gol al minuto 68.
El 12 de diciembre de 2016 fue convocado por Fabián Coito para entrenar en el complejo AUF, junto a otros 27 futbolistas de cara al Sudamericano. Fue confirmado en la lista definitiva el 29 de diciembre, para jugar el Campeonato Sudamericano Sub-20.
El 29 de marzo de 2022 realizó su debut con la selección absoluta ante Chile en la última jornada de la clasificación para el Mundial 2022.

### Participaciones en categorías inferiores
En cursiva las competiciones no oficiales.
| Competición                                    | Sede           | Resultado     | Partidos | Goles |
| ---------------------------------------------- | -------------- | ------------- | -------- | ----- |
| Copa México de Naciones Sub-15 de 2013         | México         | Subcampeón    | 6        | 3     |
| Campeonato Sudamericano Sub-15 de 2013         | Bolivia        | Primera fase  | 4        | 3     |
| Torneo Limoges Sub-18 de 2015                  | Francia        | Campeón       | 3        | 1     |
| Campeonato Sudamericano Sub-17 de 2015         | Paraguay       | Quinto puesto | 9        | 3     |
| Suwon JS Cup Sub-18 de 2015                    | Corea del Sur  | Cuarto puesto | 3        | 0     |
| NTC Invitational Tournament Sub-18 de 2015     | Estados Unidos | Campeón       | 2        | 0     |
| Torneo Cuatro Naciones Sub-19 de 2016          | Catar          | Subcampeón    | 4        | 1     |
| Copa Ciudad de la Independencia Sub-19 de 2016 | Chile          | Tercer puesto | 3        | 0     |
| Campeonato Sudamericano Sub-20 de 2017         | Ecuador        | Campeón       | 3        | 0     |
| Preolímpico Sudamericano Sub-23 de 2020        | Colombia       | Tercer puesto | 6        | 1     |

### Detalles de partidos
| Con Uruguay sub-17 | Con Uruguay sub-17 | Con Uruguay sub-17 | Con Uruguay sub-17       | Con Uruguay sub-17   | Con Uruguay sub-17                      | Con Uruguay sub-17 | Con Uruguay sub-17 | Con Uruguay sub-17                                          | Con Uruguay sub-17 |
| N.º                | Rival              | Resultado          | Fecha                    | Lugar                | Competencia                             | Goles              | Asistencias        | Ref.                                                        |                    |
| ------------------ | ------------------ | ------------------ | ------------------------ | -------------------- | --------------------------------------- | ------------------ | ------------------ | ----------------------------------------------------------- | ------------------ |
| 1                  | Paraguay           | 3:0 (0:0)          | 13 de mayo de 2014       | Asunción Paraguay    | Amistoso                                | -                  | -                  | 1                                                           |                    |
| 2                  | Paraguay           | 2:0 (1:0)          | 15 de mayo de 2014       | Asunción Paraguay    | Amistoso                                | -                  | -                  | 2                                                           |                    |
| 3                  | Paraguay           | 1:2 (0:1)          | 30 de mayo de 2014       | Montevideo · Uruguay | Amistoso                                | -                  | -                  | 3 Archivado el 10 de septiembre de 2014 en Wayback Machine. |                    |
| 4                  | Perú               | 5:0 (2:0)          | 23 de septiembre de 2014 | Lima · Perú          | Amistoso                                | -                  | -                  | 4                                                           |                    |
| 5                  | Perú               | 3:0 (3:0)          | 25 de septiembre de 2014 | Lima · Perú          | Amistoso                                | 39'                | -                  | 5                                                           |                    |
| 6                  | Ucrania            | 2:2 (1:1)          | 8 de octubre de 2014     | Limoges Francia      | Amistoso Torneo Limoges                 | 89'                | -                  | 6                                                           |                    |
| 7                  | Francia            | 3:1 (2:0)          | 10 de octubre de 2014    | Limoges Francia      | Amistoso Torneo Limoges                 | -                  | -                  | 7                                                           |                    |
| 8                  | Canadá             | 1:1 (1:1)          | 12 de octubre de 2014    | Limoges Francia      | Amistoso Torneo Limoges                 | -                  | -                  | 8                                                           |                    |
| 9                  | Perú               | 3:0 (2:0)          | 30 de octubre de 2014    | Montevideo · Uruguay | Amistoso                                | -                  | -                  | 9                                                           |                    |
| 10                 | Perú               | 4:1 (3:1)          | 1 de noviembre de 2014   | Montevideo · Uruguay | Amistoso                                | 80'                | -                  | 10                                                          |                    |
| 11                 | Argentina          | 2:0 (1:0)          | 25 de noviembre de 2014  | Montevideo · Uruguay | Amistoso                                | 15'                | -                  | 11                                                          |                    |
| 12                 | Argentina          | 0:0                | 27 de noviembre de 2014  | Montevideo · Uruguay | Amistoso                                | -                  | -                  | 12                                                          |                    |
| 13                 | Argentina          | 2:2 (1:1)          | 9 de diciembre de 2014   | Ezeiza Argentina     | Amistoso                                | 25' (pen.)         | -                  | 13                                                          |                    |
| 14                 | Argentina          | 1:2 (0:1)          | 11 de diciembre de 2014  | Ezeiza Argentina     | Amistoso                                | -                  | -                  | 14                                                          |                    |
| 15                 | Bolivia            | 4:1 (1:0)          | 6 de marzo de 2015       | Asunción Paraguay    | Campeonato Sudamericano Fase de grupos  | -                  | -                  | 15                                                          |                    |
| 16                 | Argentina          | 2:1 (1:0)          | 8 de marzo de 2015       | Luque Paraguay       | Campeonato Sudamericano Fase de grupos  | -                  | -                  | 16                                                          |                    |
| 17                 | Chile              | 4:1 (2:0)          | 12 de marzo de 2015      | Capiatá Paraguay     | Campeonato Sudamericano Fase de grupos  | 1' 88'             | -                  | 17                                                          |                    |
| 18                 | Ecuador            | 1:0 (0:0)          | 14 de marzo de 2015      | Capiatá Paraguay     | Campeonato Sudamericano Fase de grupos  | -                  | -                  | 18                                                          |                    |
| 19                 | Ecuador            | 0:1 (0:1)          | 17 de marzo de 2015      | Luque Paraguay       | Campeonato Sudamericano Hexagonal final | -                  | -                  | 19                                                          |                    |
| 20                 | Colombia           | 1:0 (0:0)          | 20 de marzo de 2015      | Asunción Paraguay    | Campeonato Sudamericano Hexagonal final | 69'                | -                  | 20                                                          |                    |
| 21                 | Brasil             | 2:3 (0:1)          | 23 de marzo de 2015      | Capiatá Paraguay     | Campeonato Sudamericano Hexagonal final | -                  | -                  | 21                                                          |                    |
| 22                 | Argentina          | 2:1 (2:0)          | 26 de marzo de 2015      | Asunción Paraguay    | Campeonato Sudamericano Hexagonal final | -                  | -                  | 22                                                          |                    |
| 23                 | Paraguay           | 1:2 (0:1)          | 29 de marzo de 2015      | Luque Paraguay       | Campeonato Sudamericano Hexagonal final | -                  | -                  | 23                                                          |                    |

| Con Uruguay sub-18 | Con Uruguay sub-18 | Con Uruguay sub-18 | Con Uruguay sub-18    | Con Uruguay sub-18    | Con Uruguay sub-18                     | Con Uruguay sub-18 | Con Uruguay sub-18 | Con Uruguay sub-18                                    | Con Uruguay sub-18 |
| N.º                | Rival              | Resultado          | Fecha                 | Lugar                 | Competencia                            | Goles              | Asistencias        | Ref.                                                  |                    |
| ------------------ | ------------------ | ------------------ | --------------------- | --------------------- | -------------------------------------- | ------------------ | ------------------ | ----------------------------------------------------- | ------------------ |
| 1                  | Corea del Sur      | 0:1 (0:0)          | 29 de abril de 2015   | Suwon Corea del Sur   | Amistoso Torneo Internacional Suwon JS | -                  | -                  | 1                                                     |                    |
| 2                  | Francia            | 2:1 (0:0)          | 1 de mayo de 2015     | Suwon Corea del Sur   | Amistoso Torneo Internacional Suwon JS | -                  | -                  | 2 Archivado el 29 de mayo de 2016 en Wayback Machine. |                    |
| 3                  | Bélgica            | 0:2 (0:0)          | 3 de mayo de 2015     | Suwon Corea del Sur   | Amistoso Torneo Internacional Suwon JS | -                  | -                  | 3                                                     |                    |
| 4                  | Estados Unidos     | 2:1 (1:0)          | 11 de julio de 2015   | Carson Estados Unidos | Amistoso Cuadrangular internacional    | -                  | -                  | 4                                                     |                    |
| 5                  | Tijuana            | 1:1 (0:1)          | 13 de julio de 2015   | Carson Estados Unidos | Amistoso Cuadrangular internacional    | -                  | -                  | 5                                                     |                    |
| 6                  | República Checa    | 1:0 (1:0)          | 15 de julio de 2015   | Carson Estados Unidos | Amistoso Cuadrangular internacional    | -                  | -                  | 6                                                     |                    |
| 7                  | Rusia              | 2:1 (0:0)          | 12 de octubre de 2015 | Montevideo · Uruguay  | Amistoso                               | 68'                | -                  | 7                                                     |                    |

| Con Uruguay sub-20 | Con Uruguay sub-20 | Con Uruguay sub-20 | Con Uruguay sub-20       | Con Uruguay sub-20                 | Con Uruguay sub-20                       | Con Uruguay sub-20 | Con Uruguay sub-20   | Con Uruguay sub-20 | Con Uruguay sub-20 |
| N.º                | Rival              | Resultado          | Fecha                    | Lugar                              | Competencia                              | Goles              | Asistencias          | Ref.               |                    |
| ------------------ | ------------------ | ------------------ | ------------------------ | ---------------------------------- | ---------------------------------------- | ------------------ | -------------------- | ------------------ | ------------------ |
| 1                  | Paraguay           | 3:4 (2:2)          | 22 de marzo de 2016      | Luque Paraguay                     | Amistoso                                 | 14'                | -                    | 1                  |                    |
| 2                  | Paraguay           | 2:2 (1:0)          | 24 de marzo de 2016      | Luque Paraguay                     | Amistoso                                 | -                  | -                    | 2                  |                    |
| 3                  | Chile              | 3:0 (1:0)          | 31 de mayo de 2016       | Montevideo · Uruguay               | Amistoso                                 | -                  | -                    | 3                  |                    |
| 4                  | Perú               | 4:0 (0:0)          | 16 de junio de 2016      | Maldonado · Uruguay                | Amistoso                                 | -                  | -                    | 4                  |                    |
| 5                  | Chile              | 1:0 (1:0)          | 30 de agosto de 2016     | San Vicente de Tagua Tagua · Chile | Amistoso                                 | -                  | -                    | 5                  |                    |
| 6                  | Catar              | 1:2 (1:2)          | 18 de septiembre de 2016 | Doha Catar                         | Amistoso Torneo Cuatro Naciones          | -                  | -                    | 6                  |                    |
| 7                  | Corea del Sur      | 0:1 (0:0)          | 21 de septiembre de 2016 | Doha Catar                         | Amistoso Torneo Cuatro Naciones          | -                  | -                    | 7                  |                    |
| 8                  | Senegal            | 2:1 (0:0)          | 24 de septiembre de 2016 | Doha Catar                         | Amistoso Torneo Cuatro Naciones          | 80'                | -                    | 8                  |                    |
| 9                  | Senegal            | 1:4 (0:2)          | 28 de septiembre de 2016 | Doha Catar                         | Amistoso Torneo Cuatro Naciones          | -                  | -                    | 9                  |                    |
| 10                 | Venezuela          | 3:1 (2:1)          | 5 de octubre de 2016     | Montevideo · Uruguay               | Amistoso                                 | -                  | -                    | 10                 |                    |
| 11                 | Chile              | 2:2 (1:1)          | 12 de octubre de 2016    | Talca · Chile                      | Amistoso Copa Ciudad de la Independencia | -                  | -                    | 11                 |                    |
| 12                 | Brasil             | 2:1 (1:0)          | 14 de octubre de 2016    | Talca · Chile                      | Amistoso Copa Ciudad de la Independencia | -                  | -                    | 12                 |                    |
| 13                 | Ecuador            | 2:0 (0:0)          | 16 de octubre de 2016    | Talca · Chile                      | Amistoso Copa Ciudad de la Independencia | -                  | -                    | 13                 |                    |
| 14                 | Venezuela          | 0:0                | 19 de enero de 2017      | Ibarra · Ecuador                   | Campeonato Sudamericano Fase de grupos   | -                  | -                    | 14                 |                    |
| 15                 | Bolivia            | 3:0 (2:0)          | 27 de enero de 2017      | Ibarra · Ecuador                   | Campeonato Sudamericano Fase de grupos   | -                  | 83' a Rodrigo Amaral | 15                 |                    |
| 16                 | Venezuela          | 0:3 (0:0)          | 8 de febrero de 2017     | Quito · Ecuador                    | Campeonato Sudamericano Hexagonal final  | -                  | -                    | 16                 |                    |

## Estadísticas

### Clubes
Actualizado al último partido disputado el 9 de diciembre de 2023.
| Club                               | Div.          | Temporada     | Liga  | Liga  | Liga   | Copas nacionales | Copas nacionales | Copas nacionales | Copas internacionales | Copas internacionales | Copas internacionales | Total | Total | Total  | Media goleadora |
| Club                               | Div.          | Temporada     | Part. | Goles | Asist. | Part.            | Goles            | Asist.           | Part.                 | Goles                 | Asist.                | Part. | Goles | Asist. | Media goleadora |
| ---------------------------------- | ------------- | ------------- | ----- | ----- | ------ | ---------------- | ---------------- | ---------------- | --------------------- | --------------------- | --------------------- | ----- | ----- | ------ | --------------- |
| C. A. Peñarol · Uruguay            | 1.ª           | 2015-16       | 7     | 2     | 0      | -                | -                | -                | 2                     | 0                     | 0                     | 9     | 2     | 0      | 0.22            |
| C. A. Peñarol · Uruguay            | 1.ª           | 2016          | 6     | 1     | 1      | -                | -                | -                | -                     | -                     | -                     | 6     | 1     | 1      | 0.17            |
| C. A. Peñarol · Uruguay            | 1.ª           | 2017          | 33    | 10    | 9      | -                | -                | -                | 3                     | 0                     | 1                     | 36    | 10    | 10     | 0.28            |
| C. A. Peñarol · Uruguay            | Total club    | Total club    | 46    | 13    | 10     | 0                | 0                | 0                | 5                     | 0                     | 1                     | 51    | 13    | 11     | 0.25            |
| Los Angeles F. C. Estados Unidos   | 1.ª           | 2018          | 33    | 12    | 7      | 4                | 5                | 1                | -                     | -                     | -                     | 37    | 17    | 8      | 0.46            |
| Los Angeles F. C. Estados Unidos   | 1.ª           | 2019          | 36    | 17    | 9      | 3                | 1                | 0                | -                     | -                     | -                     | 39    | 18    | 9      | 0.46            |
| Los Angeles F. C. Estados Unidos   | 1.ª           | 2020          | 21    | 16    | 4      | -                | -                | -                | 5                     | 2                     | 0                     | 26    | 18    | 4      | 0.69            |
| Los Angeles F. C. Estados Unidos   | 1.ª           | 2021          | 19    | 6     | 1      | -                | -                | -                | -                     | -                     | -                     | 19    | 6     | 1      | 0.32            |
| Los Angeles F. C. Estados Unidos   | Total club    | Total club    | 109   | 51    | 21     | 7                | 6                | 1                | 5                     | 2                     | 0                     | 121   | 59    | 22     | 0.49            |
| Fenerbahçe S. K. Turquía           | 1.ª           | 2021-22       | 31    | 6     | 9      | 2                | 0                | 0                | 6                     | 0                     | 0                     | 39    | 6     | 9      | 0.15            |
| Fenerbahçe S. K. Turquía           | 1.ª           | 2022-23       | 33    | 4     | 6      | 6                | 0                | 0                | 12                    | 0                     | 5                     | 51    | 4     | 11     | 0.08            |
| Fenerbahçe S. K. Turquía           | Total club    | Total club    | 64    | 10    | 15     | 8                | 0                | 0                | 18                    | 0                     | 5                     | 90    | 10    | 20     | 0.11            |
| Columbus Crew S. C. Estados Unidos | 1.ª           | 2023          | 16    | 5     | 6      | -                | -                | -                | -                     | -                     | -                     | 16    | 5     | 6      | 0.31            |
| Columbus Crew S. C. Estados Unidos | 1.ª           | 2024          | 0     | 0     | 0      | -                | -                | -                | -                     | -                     | -                     | 0     | 0     | 0      | 0,00            |
| Columbus Crew S. C. Estados Unidos | Total club    | Total club    | 16    | 5     | 6      | 0                | 0                | 0                | 0                     | 0                     | 0                     | 16    | 5     | 6      | 0.31            |
| Total carrera                      | Total carrera | Total carrera | 235   | 79    | 52     | 15               | 6                | 1                | 28                    | 2                     | 6                     | 278   | 87    | 59     | 0.31            |
| 1. 2.                              |               |               |       |       |        |                  |                  |                  |                       |                       |                       |       |       |        |                 |

### Selección
Actualizado al último partido disputado el 21 de junio de 2023.
| Selección          | Temporada         | Continental | Continental | Continental | Mundial | Mundial | Mundial | Amistosos | Amistosos | Amistosos | Total | Total | Total  |
| Selección          | Temporada         | Part.       | Goles       | Asist.      | Part.   | Goles   | Asist.  | Part.     | Goles     | Asist.    | Part. | Goles | Asist. |
| ------------------ | ----------------- | ----------- | ----------- | ----------- | ------- | ------- | ------- | --------- | --------- | --------- | ----- | ----- | ------ |
| Sub-15 · Uruguay   | 2013              | 4           | 3           | 0           | -       | -       | -       | 22        | 12        | 0         | 26    | 15    | 0      |
| Sub-15 · Uruguay   | Total sel.        | 4           | 3           | 0           | 0       | 0       | 0       | 22        | 12        | 0         | 26    | 15    | 0      |
| Sub-17 · Uruguay   | 2014              | -           | -           | -           | -       | -       | -       | 14        | 5         | 0         | 14    | 5     | 0      |
| Sub-17 · Uruguay   | 2015              | 9           | 3           | 0           | -       | -       | -       | 0         | 0         | 0         | 9     | 3     | 0      |
| Sub-17 · Uruguay   | Total sel.        | 9           | 3           | 0           | 0       | 0       | 0       | 14        | 5         | 0         | 23    | 8     | 0      |
| Sub-18 · Uruguay   | 2015              | -           | -           | -           | -       | -       | -       | 6         | 0         | 0         | 6     | 0     | 0      |
| Sub-18 · Uruguay   | Total sel.        | 0           | 0           | 0           | 0       | 0       | 0       | 6         | 0         | 0         | 6     | 0     | 0      |
| Sub-20 · Uruguay   | 2015              | -           | -           | -           | -       | -       | -       | 1         | 1         | 0         | 1     | 1     | 0      |
| Sub-20 · Uruguay   | 2016              | -           | -           | -           | -       | -       | -       | 13        | 2         | 0         | 13    | 2     | 0      |
| Sub-20 · Uruguay   | 2017              | 3           | 0           | 1           | -       | -       | -       | 1         | 0         | 0         | 4     | 0     | 1      |
| Sub-20 · Uruguay   | Total sel.        | 3           | 0           | 1           | 0       | 0       | 0       | 15        | 3         | 0         | 18    | 3     | 1      |
| Sub-23 · Uruguay   | 2020              | 6           | 1           | 1           | -       | -       | -       | 3         | 1         | 0         | 9     | 2     | 1      |
| Sub-23 · Uruguay   | Total sel.        | 6           | 1           | 1           | 0       | 0       | 0       | 3         | 1         | 0         | 9     | 2     | 1      |
| Absoluta · Uruguay | 2020              | 0           | 0           | 0           | -       | -       | -       | -         | -         | -         | 0     | 0     | 0      |
| Absoluta · Uruguay | 2022              | 1           | 0           | 0           | -       | -       | -       | 3         | 1         | 0         | 4     | 1     | 0      |
| Absoluta · Uruguay | 2023              | -           | -           | -           | -       | -       | -       | 3         | 0         | 0         | 3     | 0     | 0      |
| Absoluta · Uruguay | Total sel.        | 1           | 0           | 0           | 0       | 0       | 0       | 6         | 1         | 0         | 7     | 1     | 0      |
| Total selecciones  | Total selecciones | 23          | 7           | 1           | 0       | 0       | 0       | 66        | 22        | 0         | 89    | 29    | 1      |
| 1.                 |                   |             |             |             |         |         |         |           |           |           |       |       |        |

## Palmarés

### Títulos nacionales
| Título                 | Club             | País           | Año     |
| ---------------------- | ---------------- | -------------- | ------- |
| Campeonato Uruguayo    | C. A. Peñarol    | Uruguay        | 2015-16 |
| Torneo Clausura        | C. A. Peñarol    | Uruguay        | 2017    |
| Campeonato Uruguayo    | C. A. Peñarol    | Uruguay        | 2017    |
| MLS Supporters' Shield | Los Angeles FC   | Estados Unidos | 2019    |
| Copa de Turquía        | Fenerbahçe S. K. | Turquía        | 2023    |
| Conferencia Este       | Columbus Crew    | Estados Unidos | 2023    |
| MLS Cup                | Columbus Crew    | Estados Unidos | 2023    |

### Títulos internacionales
| Título              | Club (*)       | País           | Año  |
| ------------------- | -------------- | -------------- | ---- |
| Sudamericano Sub-20 | Uruguay sub-20 | Ecuador        | 2017 |
| Leagues Cup         | Columbus Crew  | Estados Unidos | 2024 |

### Distinciones individuales
| Distinción                                                                               | Año  |
| ---------------------------------------------------------------------------------------- | ---- |
| Goleador del Campeonato Uruguayo Sub-14                                                  | 2012 |
| Mejor jugador de la Copa México de Naciones                                              | 2013 |
| Goleador del Campeonato Uruguayo Sub-15                                                  | 2013 |
| Goleador del Campeonato Uruguayo Sub-16                                                  | 2014 |
| Goleador del Campeonato Uruguayo Sub-17                                                  | 2015 |
| Máximo asistente del Torneo Clausura                                                     | 2017 |
| Máximo goleador del MLS is Back Tournament                                               | 2020 |
| Jugador Más Valioso de la Major League Soccer                                            | 2020 |
| Once Ideal de la Liga de Campeones de la Concacaf                                        | 2020 |
| Mejor jugador del partido Columbus Crew vs Tigres en la Copa de Campeones de la Concacaf | 2024 |